# Belgische Staat
De Belgische Staat, ook kortweg de Staat, is de juridische term voor de (federale) overheid van het Koninkrijk België en België als rechtspersoon. De 'Belgische Staat' sluit verdragen, heeft bezittingen, verricht werkzaamheden, verleent opdrachten en kan in rechtszaken optreden. De term kan dan ook veel worden aangetroffen in officiële stukken.
Andere "politieke" publiekrechtelijke rechtspersonen zijn de drie gemeenschappen, de drie gewesten, de drie gemeenschapscommissies, de tien provincies en de 581 gemeenten. De Vlaamse Gemeenschap en het Vlaams Gewest zijn aparte rechtspersonen ondanks het feit dat de instellingen van beide entiteiten zijn samengevoegd (de Vlaamse Gemeenschap oefent de bevoegdheden van het Vlaams Gewest uit). De Gemeenschappen en Gewesten kunnen verdragen sluiten over zaken die hun bevoegdheden betreffen.